# La Faim (film, 2021)
Pour les articles homonymes, voir La Faim.
Pour plus de détails, voir Fiche technique et Distribution.
La Faim (گرسنگی, Gorosnegi) est un film iranien réalisé par Meysam Mohammad Khani, sorti en 2021.

## Distribution
- Nasim Adabi[2]
- Alireza Mehran[3]
- Hossein Rahmani Manesh